# Bhabani Bhattacharya
Bhabani Bhattacharya född 22 oktober 1906 i Bhalgapur, död 1988, var en indisk författare.
Bhabani studerade engelsk litteratur i Bombay och London. Han skrev realistiska romaner om den sociala misären i Indien samt om det hinduiska kastsystemet.